# 赤劍
赤劍（日语：レッドスパーダ），是日本純種競賽馬匹。生涯活躍於一哩賽事，曾於2010年勝出東京新聞盃，其後在2013及2014年分別勝出關屋紀念及京王盃春季盃。

## 出賽前
2006年5月21日出生於北海道日高町下河邊牧場，成長途中於一口馬主俱樂部Tokyo Horse Racing Co. Ltd.進行馬主募集。
其後交由美浦訓練中心練馬師藤澤和雄訓練。

## 競賽生涯

### 2歲
2008年11月15日出戰東京競馬場2歲新馬戰，初段搶佔位置領放下於前方位置取得優勢，在直路繼續加速拋離後方，最終以1 1/4馬位優勢取得冠軍。
其後出戰條件戰柊樹賞，改用後上戰術下最最後彎道徐徐加速，於直路上展開衝刺但無法收窄距離，最終僅跑獲第五。

### 3歲
2009年首戰選擇為3歲500萬獎金以下條件戰，維持於先頭第三的位置下逐步取得優勢，在直路上瞬間衝刺取得領先，及後亦能壓贏夢闖頂峰取得勝利。
3月22日以春季錦標作為目標，比賽初段以主動的動作搶佔位置，保持於領放馬Respect Cat後方穩步推進，於第四彎道抽出望空。進入直路後，其順利超越對手取代其取得領先，但於中段開始未能堅守位置，最終被所向披靡超越下以第二落敗。
其後並未前往皋月賞，而是出戰5月的NHK一哩賽。比賽開始後，其繼續採取前置戰術，一直維持於第四的位置逐步推進，同時亦在有遮擋的位置等待時機。進入直路後，雖然其跑出優秀的速度超越對手，但始終未能追上第十人氣伏兵咖啡寶，最終被對手拋開2馬位落敗。
稍為休養後於秋季以富士錦標作為起動戰，然而以第十五的戰績大敗，年末增程出戰鳴尾紀念，狀態稍為回復下跑獲第五。

### 4歲
2010年年初以新年錦標作為首戰，選擇領放馬在彎道處放慢節奏墮後，在直路重新加速衝刺，最終成功壓贏對手勝出賽事。
2星期後出戰三級賽東京新聞盃，比賽初段保持於第二的位置，面對前方的領放馬天鷹戰駒亦能緊貼對手。進入直路後，其迅速於中檔位置透出取得領先，於中段逐步進入最佳狀態下拉開後方，成功取得首個分級賽冠軍。
其後轉戰泥地賽事出戰二月錦標，然而於泥地適性完全不足下以第十二大敗。
休養大半年時間後在年末復出出戰阪神盃，本次比賽採取領放戰術，雖然維持不俗的步速控制，但仍然在直路被上前的拳壇奇蹟超越以第二落敗。

### 5歲
2011年以海洋錦標作為首戰，於比賽途中以前置戰術一度於直路取得連線的優勢，但隨後被一直緊迫的衝鋒駿驥及後上馬拳壇奇蹟超越得第三。
其後以高松宮紀念作為目標，保持於第四的位置在直路未能最大程度衝刺，最終敗於拳壇奇蹟、聖卡羅、都市魅力及加登快駒取得第五。
賽後進入休養，於年末復出首都錦標但僅跑獲第六。
完成首都錦標後，其再度進入長期休養，直接跳過6歲生涯。

### 7歲
2013年年初於新年錦標復出，領放之下在直路未能抵擋後方賽駒的攻勢以第四落敗。
其後雖然於東京新聞盃及福島友民盃均以前置戰術跑獲第四，但5月出戰京王盃春季盃再度失準以第十二大敗。
1個月後出戰公開賽天堂錦標，維持於第二的位置下在直路逐步蠶食領放馬領先的地位，最終成功超越對手並堅守位置贏得勝利。
夏季未有休息下出戰關屋紀念，再度保持於第二的位置穩步推進，於最後彎道開始尋找位置加速。進入直路後，其於內欄位置繼續保持走勢，於中前段超越出現問題被拉停的領放馬Nancy Shine，最終亦能抵擋衝出的一路通之攻勢，取得第二個分級賽冠軍。
進入秋季後其以每日王冠作為熱身，雖然比賽途中一直處於有利位置推進，但於直路上出現力弱的情況未能維持走勢，最終以第四落敗。
其後進一步增程挑戰秋季天皇賞，然而氣量完全不足以應付2000米路程下在直路逐步失速後退，最終以第十七大敗。

### 8歲
2014年以東京新聞盃作為首戰但以第十三大敗，其後出戰海洋錦標，一直保持於第三的位置下在直路穩定走勢，最終僅敗於獵戶星座及瑞草祥龍取得第三。
3月按照計劃出戰高松宮紀念，然而表現大幅失準，最終以尾二第十七大敗。
5月回師1400米賽事出戰京王盃春季盃，比賽初段搶佔位置於第二左右推進，比賽途中一直貼欄減省體力消耗。進入直路後，其迅速超越領放馬李察先生取得領先，其後亦能壓制附近位置的亞瑟神劍，以1 1/4馬位優勢取得勝利。
其後進軍安田紀念，然而於比賽途中毫無表現兼且大幅收束，最終以包尾第十七完賽。
完成安田紀念後進入休養，於9月時被檢查出右前腳出現肌腱炎，陣營因而安排其退役。

### 詳細賽績
| 日期       | 舉辦國家 | 馬場 | 距離   | 級別 | 賽事名稱         | 負重 | 騎師     | 馬號 | 出馬 | 名次 | 時間   | 頭馬（二馬）       |
| ---------- | -------- | ---- | ------ | ---- | ---------------- | ---- | -------- | ---- | ---- | ---- | ------ | ------------------ |
| 11/15/2008 | 日本     | 東京 | 草1600 |      | 2歲新馬          | 56   | 横山典弘 | 1    | 14   | 1    | 1:37.2 | （Summer Advance） |
| 20/12/2008 | 日本     | 中山 | 草1600 | 500  | 柊樹賞           | 55   | 横山典弘 | 9    | 16   | 5    | 1:36.2 | Mejiro Champ       |
| 14/2/2009  | 日本     | 東京 | 草1600 |      | 3歲500萬獎金以下 | 56   | 横山典弘 | 5    | 16   | 1    | 1:34.5 | （夢闖頂峰）       |
| 22/3/2009  | 日本     | 中山 | 草1800 | GII  | 春季錦標         | 56   | 北村宏司 | 7    | 16   | 2    | 1:50.9 | 所向披靡           |
| 10/5/2009  | 日本     | 東京 | 草1600 | GI   | NHK一哩賽        | 57   | 横山典弘 | 13   | 18   | 2    | 1:32.7 | 咖啡寶             |
| 24/10/2009 | 日本     | 東京 | 草1600 | GIII | 富士錦標         | 54   | 横山典弘 | 1    | 18   | 15   | 1:33.9 | 絕頂良駒           |
| 5/12/2009  | 日本     | 阪神 | 草1800 | GIII | 鳴尾紀念         | 55   | 內田博幸 | 6    | 14   | 5    | 1:46.9 | 超微粒子           |
| 16/1/2010  | 日本     | 中山 | 草1600 | OP   | 新年錦標         | 56   | 横山典弘 | 7    | 16   | 1    | 1:33.0 | （榮進快蹄）       |
| 30/1/2010  | 日本     | 東京 | 草1600 | GIII | 東京新聞盃       | 55   | 横山典弘 | 2    | 16   | 1    | 1:32.1 | （凱旋曲）         |
| 21/2/2010  | 日本     | 東京 | 泥1600 | GI   | 二月錦標         | 57   | 横山典弘 | 8    | 15   | 12   | 1:38.4 | 希望之城           |
| 18/12/2010 | 日本     | 阪神 | 草1400 | GII  | 阪神盃           | 57   | 横山典弘 | 13   | 17   | 2    | 1:20.3 | 拳壇奇蹟           |
| 5/3/2011   | 日本     | 中山 | 草1200 | GIII | 海洋錦標         | 56   | 横山典弘 | 9    | 16   | 3    | 1:07.9 | 衝鋒駿驥           |
| 27/3/2011  | 日本     | 阪神 | 草1200 | GI   | 高松宮紀念       | 57   | 横山典弘 | 1    | 16   | 5    | 1:08.4 | 拳壇奇蹟           |
| 26/11/2011 | 日本     | 東京 | 草1600 | OP   | 首都錦標         | 56   | 横山典弘 | 12   | 15   | 6    | 1:33.3 | 杏仁佳釀           |
| 13/1/2013  | 日本     | 中山 | 草1600 | OP   | 新年錦標         | 58   | 北村宏司 | 9    | 16   | 4    | 1:33.8 | Mitra              |
| 3/2/2013   | 日本     | 東京 | 草1600 | GIII | 東京新聞盃       | 56   | 北村宏司 | 10   | 16   | 4    | 1:33.1 | 亞瑟神劍           |
| 28/4/2013  | 日本     | 福島 | 草1200 | OP   | 福島民友盃       | 58   | 古川吉洋 | 11   | 16   | 4    | 1:08.6 | 至尊統領           |
| 11/5/2013  | 日本     | 東京 | 草1400 | GII  | 京王盃春季盃     | 56   | 杉原誠人 | 8    | 18   | 12   | 1:21.2 | 大和佳駿           |
| 23/6/2013  | 日本     | 東京 | 草1400 | OP   | 天堂錦標         | 58   | 北村宏司 | 8    | 11   | 1    | 1:20.1 | （哈娜目標）       |
| 11/8/2013  | 日本     | 新潟 | 草1600 | GIII | 關屋紀念         | 57   | 北村宏司 | 1    | 18   | 1    | 1:32.5 | （一路通）         |
| 6/10/2013  | 日本     | 東京 | 草1800 | GII  | 每日王冠         | 56   | 北村宏司 | 11   | 11   | 4    | 1:46.9 | 榮進閃耀           |
| 27/10/2013 | 日本     | 東京 | 草2000 | GI   | 秋季天皇賞       | 58   | 蛯名正義 | 15   | 17   | 17   | 2:02.0 | 一路通             |
| 17/2/2014  | 日本     | 東京 | 草1600 | GIII | 東京新聞盃       | 58   | 貝諾華   | 8    | 14   | 13   | 1:34.7 | 捕鯨之旅           |
| 8/3/2014   | 日本     | 中山 | 草1200 | GIII | 海洋錦標         | 56   | 北村宏司 | 16   | 16   | 3    | 1:09.3 | 獵戶星座           |
| 30/3/2014  | 日本     | 中京 | 草1200 | GI   | 高松宮紀念       | 57   | 四位洋文 | 7    | 18   | 17   | 1:14.7 | 李察先生           |
| 17/5/2014  | 日本     | 東京 | 草1400 | GII  | 京王盃春季盃     | 56   | 北村宏司 | 9    | 15   | 1    | 1:19.7 | （亞瑟神劍）       |
| 8/6/2014   | 日本     | 東京 | 草1600 | GI   | 安田紀念         | 58   | 四位洋文 | 2    | 17   | 17   | 1:39.8 | 一路通             |

## 退役後
退役後，赤劍成為了配種馬，於北海道新日高町Arrow Stud休養，在2015年進行配種。首批子嗣於2016年出生。首批子嗣可於2018年出賽。2022年7月3日，竹園飛劍在CBC賞取勝，成為首匹勝出分級賽的子嗣。
2019年配種季結束後，其被轉移至北海道新冠町Craic Stable，繼續於當地進行配種。
2022年2月，其被發現死亡，享年16歲。

### 主要子嗣

#### 分級賽優勝子嗣
2019年生
- 竹園飛劍（CBC賞、人馬錦標）

## 血統簡介
父系大樹快車爲美國生產的日本賽駒，生涯稱霸日本短途及一哩賽事，於1600米賽道未嘗一敗，曾勝出安田紀念、短途馬錦標及連霸一哩冠軍賽，更於退役後被選出爲日本中央競馬會第26匹日本殿堂馬。祖父Devil's Bag則爲美國賽駒，曾勝出一級賽香檳錦標。
母系Barbicat為美國賽駒，生涯僅出戰兩場賽事並全敗。外祖父爲美國著名種馬雷貓，爲1990年代最具代表性的種馬之一。

### 血統表
| 父線：Halo系（Hail to Reason系） |                             |              |                 |
| 種馬 大樹快車 1994年（栗色）     | Devil's Bag 1981年（棗色）  | Halo         | Hail to Reason  |
| 種馬 大樹快車 1994年（栗色）     | Devil's Bag 1981年（棗色）  | Halo         | Cosmah          |
| 種馬 大樹快車 1994年（栗色）     | Devil's Bag 1981年（棗色）  | Ballade      | Herbager        |
| 種馬 大樹快車 1994年（栗色）     | Devil's Bag 1981年（棗色）  | Ballade      | Miss Swapsco    |
| 種馬 大樹快車 1994年（栗色）     | Welsh Muffin 1987年（棗色） | Caerleon     | 尼真斯基        |
| 種馬 大樹快車 1994年（栗色）     | Welsh Muffin 1987年（棗色） | Caerleon     | Foreseer        |
| 種馬 大樹快車 1994年（栗色）     | Welsh Muffin 1987年（棗色） | Muffitys     | Thatch          |
| 種馬 大樹快車 1994年（栗色）     | Welsh Muffin 1987年（棗色） | Muffitys     | Contrail        |
| 繁殖雌馬 Barbicat 1993年（棗色） | 雷貓 1983年（深棗色）       | 雷鳥         | 北地舞人        |
| 繁殖雌馬 Barbicat 1993年（棗色） | 雷貓 1983年（深棗色）       | 雷鳥         | South Ocean     |
| 繁殖雌馬 Barbicat 1993年（棗色） | 雷貓 1983年（深棗色）       | Terlingua    | 秘書處          |
| 繁殖雌馬 Barbicat 1993年（棗色） | 雷貓 1983年（深棗色）       | Terlingua    | Crimson Saint   |
| 繁殖雌馬 Barbicat 1993年（棗色） | Barbabika 1985年（棗色）    | Bates Motel  | Sir Ivor        |
| 繁殖雌馬 Barbicat 1993年（棗色） | Barbabika 1985年（棗色）    | Bates Motel  | Sunday Purchase |
| 繁殖雌馬 Barbicat 1993年（棗色） | Barbabika 1985年（棗色）    | War Exchange | Wise Exchange   |
| 繁殖雌馬 Barbicat 1993年（棗色） | Barbabika 1985年（棗色）    | War Exchange | Jungle War      |
| 雌系：號族：19-c                 |                             |              |                 |
| 五代內近親交配：北地舞人 5×4     |                             |              |                 |

## 命名由來
名字中，Red（レッド）為馬主Tokyo Horse Racing Co. Ltd.之冠名，出自其綵衣的顏色紅色，Spada（スパーダ）則於意大利語中，帶有「劍」之意思，香港結合兩部分，翻譯為「赤劍」。

## 外部連結
- 赤劍 netkeiba.com
- 血統表